# Харківський повіт
Харківський повіт — адміністративно-територіальна одиниця Харківського намісництва (1780—1797), Слобідсько-Української губернії (1796—1835), а також Харківської губернії (1835—1917) Російської імперії. До 1923 року адміністративно-територіальна одиниця Харківської губернії УСРР. Адміністративний центр — місто Харків.

## Підпорядкування
- Утворений 1780 року за указом імператриці Катерини II від 25 квітня у складі новоствореної Харківської губернії.
- 1796 року за указом імператора Павла I від 12 грудня увійшов до складу поновленої Слобідсько-Української губернії.
- 1835 назву губернії змінено на Харківську.
- 1923 року за адміністративною реформою повіт ліквідовано.

## Керівники повіту

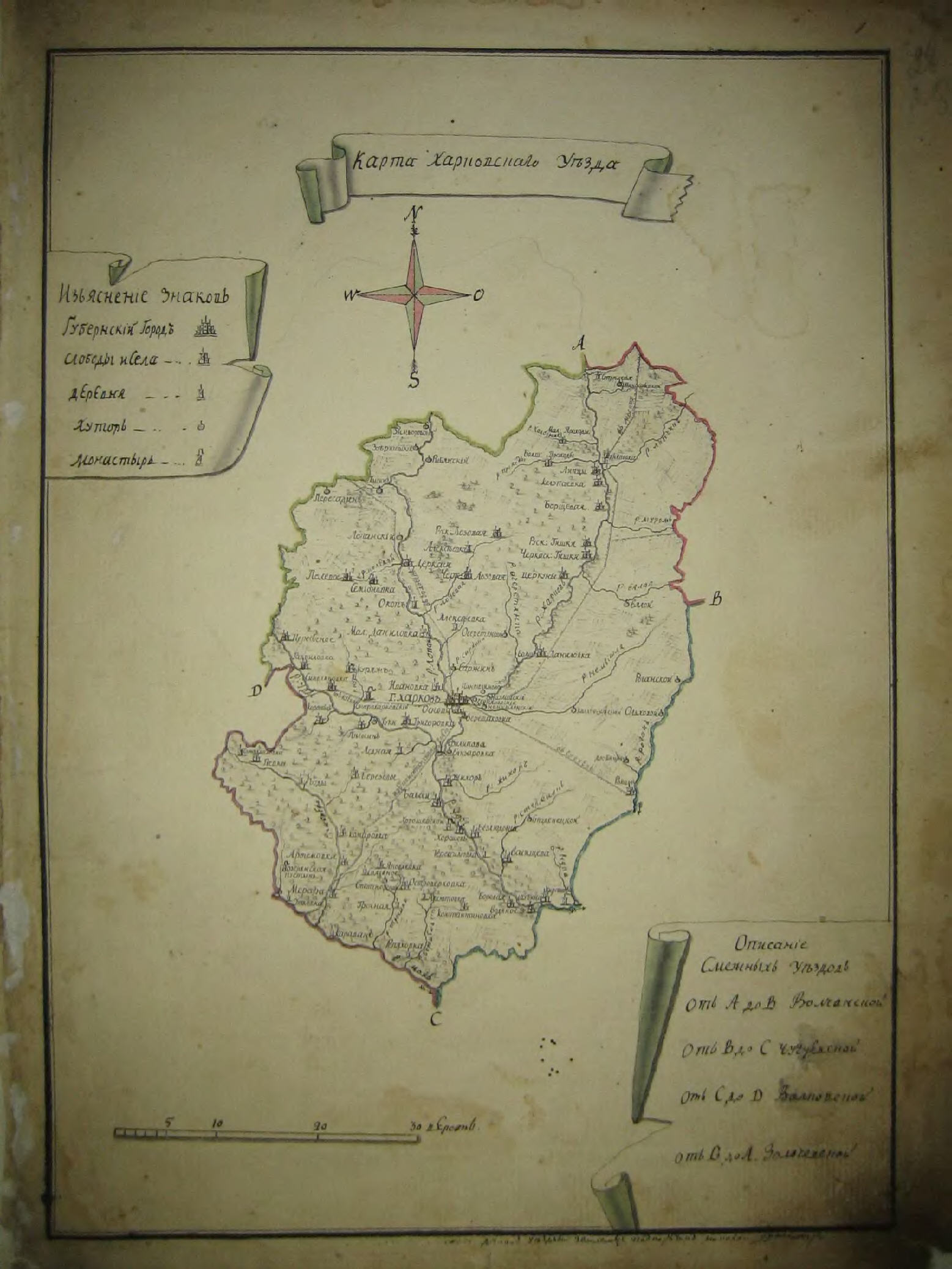
Мапа Харківського повіту Харківського намісництва у 1787 році

### Повітові маршалки шляхти
| Прізвище, ім'я, по батькові         | Титул, чин                      | Роки знаходження на посаді |
| ----------------------------------- | ------------------------------- | -------------------------- |
| Земборський Григорій Михайлович     | майор                           | 1780—1783                  |
| Квітка Федір Іванович               | колезький асесор                | 1783—1786                  |
| Квітка Федір Іванович               | колезький асесор                | 1786—1789                  |
| Квітка Федір Іванович               | колезький асесор                | 1789—1792                  |
| Квітка Федір Іванович               | колезький асесор                | 1792—1795                  |
| Квітка Федір Іванович               | надвірний радник                | 1795—1798                  |
| Абаза Степан Іванович               | майор                           | 1798—1801                  |
| Шидловський Михайло Романович       | майор                           | 1801—1804                  |
| Ковалевський Петро Романович        | майор                           | 1804—1807                  |
| Квітка Андрій Федорович             | майор                           | 1807—1810                  |
| Сонцев Іван Борисович               | статський радник                | 1810—1813                  |
| Познанський Іона Миколайович        | майор                           | 1813—1816                  |
| Квітка Григорій Федорович           | капітан                         | 1816—1819                  |
| Квітка Григорій Федорович           | капітан                         | 1819—1822                  |
| Квітка Григорій Федорович           | капітан                         | 1822—1825                  |
| Квітка Григорій Федорович           | капітан                         | 1825—1828                  |
| Ковалевський Петро Андрійович       | колезький асесор                | 1828—1831                  |
| Бердяєв Микола Миколайович          | підполковник                    | 1831—1834                  |
| Ковалевський Максим Максимович      | полковник                       | 1834—1837                  |
| Ковалевський Максим Максимович      | полковник                       | 1837—1840                  |
| Ковалевський Максим Максимович      | полковник                       | 1840—1843                  |
| Ковалевський Максим Максимович      | полковник                       | 1843—1846                  |
| Ковалевський Максим Максимович      | полковник                       | 1846—1849                  |
| Ковалевський Максим Максимович      | полковник                       | 1849—1852                  |
| Ковалевський Максим Максимович      | полковник                       | 1852—1855                  |
| Щербинин Павло Михайлович           | колезький секретар              | 1855—1858                  |
| Римський-Корсаков Василь Васильович | поручик                         | 1858—1860                  |
| Квітка Валеріан Андрійович          | гвардії капітан                 | 2.11.1860—1861             |
| Князь Голіцин Федір Григорович      | колезький асесор                | 1861—1864                  |
| Князь Голіцин Федір Григорович      | колезький радник                | 1864—1867                  |
| Князь Голіцин Федір Григорович      | колезький радник                | 1867—1870                  |
| Ковалевський Микола Євграфович      | капітан-лейтенант               | 1870—1873                  |
| Ковалевський Микола Євграфович      | капітан-лейтенант               | 1873—1876                  |
| Ковалевський Микола Євграфович      | статський радник                | 1876—1879                  |
| Ковалевський Микола Євграфович      | дійсний статський радник        | 1879—1882                  |
| Ковалевський Микола Євграфович      | дійсний статський радник        | 1882—1883                  |
| Князь Голіцин Дмитро Федорович      | колезький секретар, камер-юнкер | 5.07.1883—1886             |
| Князь Голіцин Дмитро Федорович      | камергер                        | пр. 1891                   |
| Князь Голіцин Олексій Дмитрович     | церемоніймейстер                | пр. 1914, 1917             |

## Населення
У 1862 році кількість мешканців повіту була 106 123 душ (в тому числі 1456 спадкових дворян, 184 особистих дворян, 103 619 іншого стану).
У 1866 році кількість мешканців повіту була 112 329 душ, без урахування мешканців міста Харкова (яких на той час нараховувалося 52 016 душ). Середня густота населення повіту була 53,62 особи на квадратну версту.
У 1885 році у повіті було 125 482 мешканця.
За даними перепису 1897 року кількість мешканців зросла до 348 488 (179 251 чоловік та 169 237 жінок).
У 1897 році кількість мешканців повіту була 112 329 душ.
У 1914 році у Харківському повіті населення налічувало 516 822 душі (з них 237 691 мешканці міста Харків).
У 1915 році населення налічувало 560 683 душі (з них 249 698 мешканці міста Харків).
На початок 1917 року кількість мешканців дорівнювало 285 000 осіб.

## Господарство

### Промисловість
У 1862 році у Харківському повіті налічувалося один цукровий завод у Дворічному Куті (з 1839 року) належавший Абазу, пізніше Ковалевському. Тип виробництва був «вогневим»).
У 1889 році у Харківському повіті було 90 фабрик та заводів, на яких працювало 3013 робітників.
У 1912 році фабрик та заводів у повіті налічувало вже 154. На них працювало 14 501 робітник.. Серед них: 9 парових млинів, 11 водяних млинів, 1 цукровий завод (Товариство Харківський Рафінадний завод, с. Мала Данилівка); також 7 винокурних заводів, 5 броварень, 2 механічних та ливарних заводу, 50 цегельних заводів, 3 шкіряних, 3 миловарних, вовномийний, 2 ситценабивних, пенько — канатний завод, столярна, паперова, 2 скляні фабрики, 2 заводу фруктових вод, макаронна фабрика, фаянсовий завод, білильна фабрика, силікатний завод. Також у Харківському повіті (с. Мала Данилівка) була електрична станція.
До 1915 року, кількість винокурень збільшилося до 8, цегельних заводів до 51. Білильних фабрик стало три, а силікатних заводів два. Інші підприємства (вказані на 1912 рік) зосталися у попередній кількості). Також продовжувала працювати Мало-Данилівська електростанція.

### Скотарство
У 1864 році у Харківському повіті долічувалося голів: коней 41 286, рогатого скоту 65 401, овець (47 960 простих та 4940 тонкорунних), свиней 53 590 та160 кіз.
У 1885 році у Харківському повіті долічувалося голів: коней 22 484, рогатого скоту 37 503, овець (22 832 простих та 1879 тонкорунних), свиней 18 951 та109 кіз.
У 1912 році у Харківському повіті долічувалося голів: коней 33 124, рогатого скоту 43 351, овець (21 022 простих та 73 тонкорунних), свиней 37 374 та 353 кози.

### Землеробство
У 1864 році полями було зайнято 1754 квадратних верст (кв.в), під луги 236 кв.в..

## Релігія
На 1864 рік, у Харківському повіті (не враховуючі місто Харків) було 68 православних храмів та соборів (32 кам'яних та 36 дерев'яних), 9 монастирів (7 кам'яних та 2 дерев'яних), 2 каплички та один молитовний будинок. Всього 81 культове місце..
Крім православної церкви у Харківському повіті були також присутні розкольники, на 1885 рік у повіті було 690 душ (361 чоловік та 329 жінок) старообрядців.
На 1914 рік кількість старообрядців повіту зросла, та налічувала 1539 осіб. Окрім старообрядців, також у повіті були присутні штундо-баптисти кількістю 442 особи. Крім цього були присутні представники таємної секти хлистів, кількість яких встановити не встановлено на той час. Тільки є дані, що вони були присутні у населених пунктах Харківського повіту, таких як: Островерхівка, Озерянці, Пісочин, Велика Рогозянка.

## Поліція
З 1862 року поліційні функції у повіті виконував повітовий справник. Йому підпорядковувалися станові пристави. Сам повіт поділявся на стани. У 1862 році Харківський повіт поділявся на два поліційні стани (центр I-го стану у слободі Мерефі, II-го у слободі Липцях).
У 1866 році Харківський повіт так же поділявся на два поліційні стани. Але центр I-го стану було переміщено з слободі Мерефі, до слободи Вільшани. Центр II-го стану як і раніше був у слободі Липці.
У 1887 році Харківський повіт так же поділявся на два поліційні стани (центр I-го стану у слободі Мерефі, II-го у слободі Золочів). Такий же поділ був й у 1889 році.
У 1914 році у Харківському повіті вже вказано п'ять станів. Пристави розташовувалися у населених пунктах: Основі, Дергачі, Золочів, Липці, Мерефа.
На початок 1917 року, повітова поліція вже налічувала шість станів, VI-й стан розміщувався у слободі Іванівці. Також у Золочіві були поліцейські надзирателі.

### Керівники поліції Харківського повіту
- Синельников Валерій Миколайович (на 1889 рік) — Харківський повітовий справник
  - Сизов Іван Федорович (на 1889 рік) — пристав I-го стану
  - Ястремський Михайло Васильович (на 1889 рік) — пристав II-го стану
  - Аксененко Іван Андрійович (на 1889 рік) — Золочівський поліцейський надзиратель
- Статський радник Попов Микола Андрійович (на 1914 рік) — Харківський повітовий справник[24]
  - Титаренко Павло Опанасович (на 1914 рік) — пристав I-го стану (без класного чину)
  - Губернський секретар Влезков Іван Михайлович (на 1914 рік) — пристав II-го стану
  - Колезький асесор Абушин Костянтин Федорович (на 1914 рік) — пристав III-го стану
  - Губернський секретар Пантелєєв Микола Федорович (на 1914 рік) — пристав IV-го стану
  - Колезький асесор Турбін Дмитро Васильович (на 1914 рік) — пристав V-го стану
- Статський радник Попов Микола Андрійович (на 1915 рік) — Харківський повітовий справник[27]
  - Колезький реєстратор Титаренко Павло Опанасович (на 1915 рік) — пристав I-го стану
  - Колезький реєстратор Бакулевський Антон Родіонович (на 1915 рік) — пристав II-го стану
  - Колезький асесор Абушин Костянтин Федорович (на 1915 рік) — пристав III-го стану
  - Губернський секретар Пантелєєв Микола Федорович (на 1915 рік) — пристав IV-го стану
  - Колезький асесор Турбін Дмитро Васильович (на 1915 рік) — пристав V-го стану
- Колезький радник Борисов (на початок 1917 року) — Харківський повітовий справник[26]
  - Колезький реєстратор Титаренко Павло Опанасович (на 1917 рік) — пристав I-го стану
  - Колезький асесор Грановський Іван Григорович (на 1917 рік) — пристав II-го стану
  - Губернський секретар Фохт Олексій Віан. (на 1917 рік) — пристав III-го стану
  - Колезький секретар Пантелєєв Микола Федорович (на 1917 рік) — пристав IV-го стану
  - Колезький реєстратор Тимошенко Данило Васильович (на 1917 рік) — пристав V-го стану
  - Колезький асесор Бєляєв Петро Іполитович (на 1917 рік) — пристав VI-го стану
  - Черкасов, Толочинський (на 1917 рік) — Золочівські поліцейські надзирателі

## Адміністративний поділ
У 1862 році за відомством державного майна повіт поділявся на 10 волостей: Харківську, Ольшанську, Пересічанську, Мереф'янску, Безлюдівську, Липецьку, Циркунівську, Деркачівську, Удянську, Золочівську.
Станом на 1913 рік у повіті було 24 волості:
- Бабаївська;
- Безлюдівська;
- Будянська ;
- Велико-Данилівська;
- Вертіївська;
- Веселівська;
- Вільшанська;
- Дементіївська
- Деркачівська
- Довжицька
- Жихорська
- Золочівська
- Карасівська
- Козачо-Лопанська
- Коротичанська
- Липецька
- Мереф'янская
- Непокритянска
- Одноробівська
- Олексіївська
- Основ'янська
- Пересічанська
- Роганська
- Рогозянська
- Русько-Лозівська
- Удянська
- Харківська
- Циркунівська
- місто Харків із передмістями Заїківка, Котлярівка, Мала Основа, Москалівка, Новоселівка, Рубанівка, Сабурова дача, Урал, Урал Качанівка, Холодна Гора, слободою Іванівка, селом Верещаківка, хутром Журавлівка, Харківським дитячим притулком, Всіхсвятською архиєрейською дачею, дитячим притулком Харківського благодійного товариства, дача Відрадне із богадільнею, Харківське землеробське училище з фермою, Харківським виправним притулком.